# St.-Jacobus-Krankenhaus Vilnius

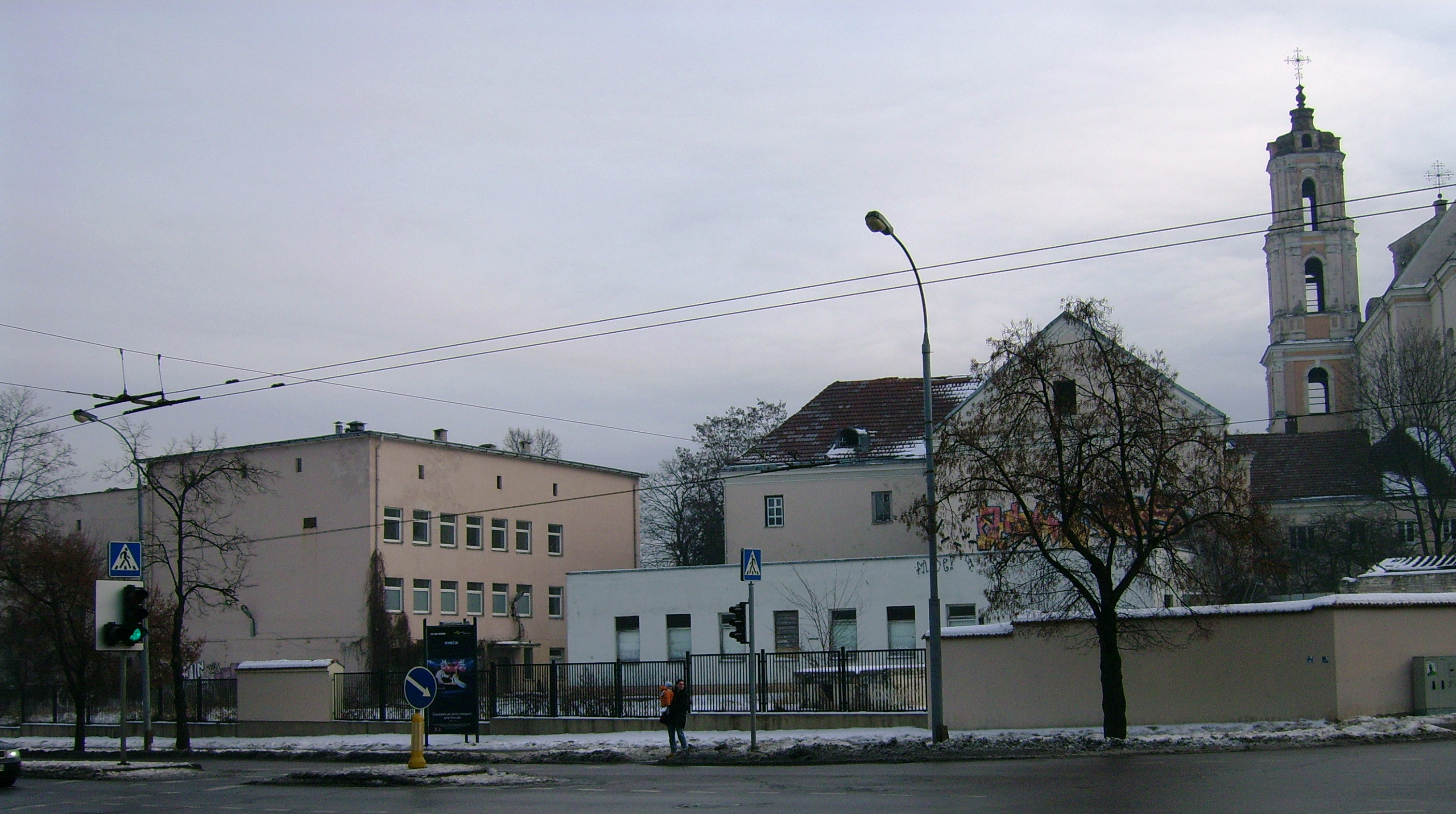
St.-Jacobus-Krankenhaus

Das St.-Jacobus-Krankenhaus Vilnius (lit. Vilniaus Šv. Jokūbo ligoninė) war ein Krankenhaus in Vilnius, Litauen. Es befand sich im Stadtteil Lukiškės.

## Namen
- 1808–1930: Vilniaus Šv. Jokūbo ligoninė
- 1930–1940: Vilniaus miesto 1-oji ligoninė
- 1940–1941: Vilniaus miesto 1-oji tarybinė ligoninė
- 1944–1990: Vilniaus miesto 1-oji tarybinė klinikinė ligoninė
- 1990–1992: Vilniaus miesto 1-oji klinikinė ligoninė
- 1992–1997: Vilniaus miesto Šv. Jokūbo ligoninė
- 1997–2004: Viešoji įstaiga Šv. Jokūbo ligoninė

## Geschichte
Im Jahr 1808 errichtete man das St.-Jacobus-Krankenhaus Vilnius, nachdem man die Hospitale in Vilnius reorganisierte. Die Kranken wurden im Dominikaner-Kloster untergebracht. Ab 1812 gab es hier ein Militärkrankenhaus. Bis 1867 pflegten die Charité-Nonnen (Vinzenz-von-Paul-Schwestern).
In den Jahren 1915 bis 1919 war das Krankenhaus geschlossen und wurde 1919 dem Rat der Stadtgemeinde Vilnius übergeben. Von 1941 bis 1944 wurde das Krankenhaus wieder geschlossen. Von 1944 bis 1990 gab es Erstes sowjetisches klinisches Stadtkrankenhaus Vilnius im damaligen Sowjetlitauen.
Im Jahr 2003 wurde das Krankenhaus reorganisiert. Die Abteilungen wurden an Klinisches Stadtkrankenhaus Vilnius und Republikuniversitätskrankenhaus Vilnius übergeben. Am 8. April 2004 wurde das Krankenhaus aufgelöst.

## Direktoren
- Viktoras Baltaitis: 1961–1974
- S. Butkus: 1974–1992
- Kazys Paltanavičius: 1992–1996
- Vytautas Šaduikis: 1996–1999
- Jūratė Noreikienė: 1999–2003
- Vladimiras Dovydovas: ab 2004